# Tomislav Ružić
Tomislav Ružić (2. srpnja 1979.) je hrvatski profesionalni košarkaš. Igra na poziciji centra, a trenutačno je član KK Zadra.

## Karijera
Karijeru je započeo u mlađim kategorijama KK Zadra. Kako nije dobio pravu priliku u seniorima Zadra, 2003. odlazi u zagrebačku Cibonu gdje je u Goodyear ligi igrao u prosjeku 15 minuta za 5,3 koševa i 2,7 skokova. Sezonu 2003/04. odigrao je u turskom 
Bešiktašu gdje zabijao 14,7 koševa, nakon čega naredne dvije sezone igra u francuskom Asvel Villeurbanneu gdje u sezoni 2004/05. za 28 minuta zabija 11 koševa uz 6 skokova, a narednu 2005/06. za 21 minutu postiže 8 koševa uz 4 skoka.
Sezonu 2006/07. zajedno s bratom Juricom igra u novom francuskom prvoligašu Besanconu gdje ponovo ima zapaženu sezonu, za 29 minuta na parketu postiže 11 koševa i skuplja 8 skokova po utakmici. Sezonu 2007./08. provodi u turskom Kepezu gdje je za prosječno 36 minuta postizao je 14,7 koševa uz respektabilnih 9 skokova. 
U braku je s odbojkašicom Barbarom Jelić Ružić.

## Vanjske poveznice
- Profil na NLB.com
- Profil na Eurocupbasketball.com
- Profil na Euroleague.net